# Kapkovitý překryt

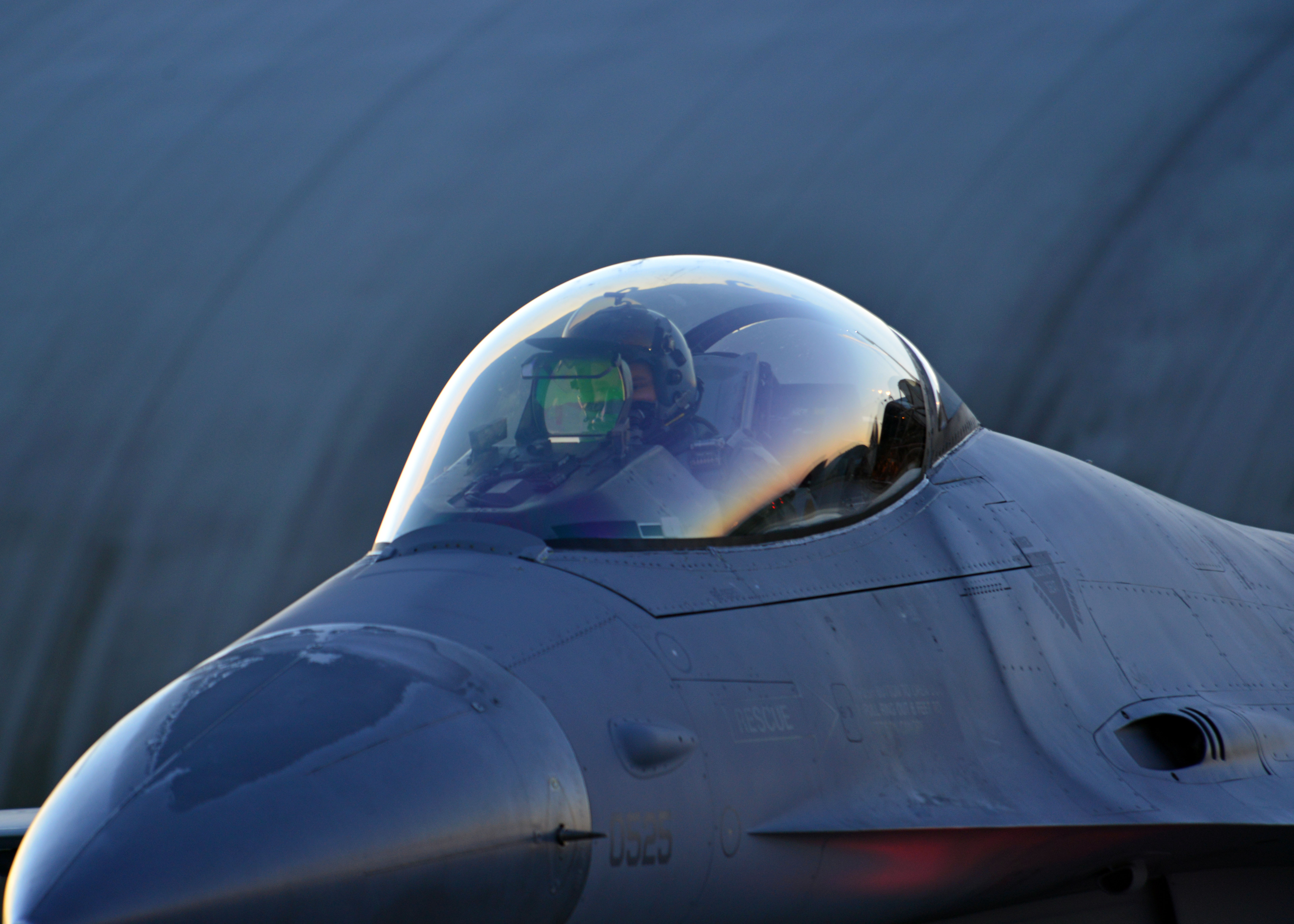
Kapkovitý překryt letounu F-16 Fighting Falcon

Kapkovitý překryt je překryt kabiny konstruovaný bez vyztužení za účelem poskytnutí širšího neomezeného zorného pole pilotovi. Často poskytuje výhled o 360°.
Konstrukce kapkovitých překrytů se mohou drasticky lišit; některé, jako například u pozdějších verzí letounu F4U Corsair, jsou zabudovány do horní zadní části trupu, zatímco jiné, jako překryt kabiny letounu P-51D Mustang a většiny moderních bojových letounů, jsou v jedné rovině s trupem, což zajišťuje ničím nerušený výhled dozadu. I když se s ním experimentovalo již během první světové války, rozšířilo se jeho použití během druhé světové války a používala ho řada amerických, britských a japonských letadel, běžně stíhaček.
Po válce se kapkovitý překryt stal běžným prvkem stíhacích letadel s proudovým pohonem. Mimo bojová letadla se takové překryty staly součástí několika vrtulníků a civilních letadel všeobecného letectví, např. sportovních letadel. Často pro role, které těží z vysoké úrovně viditelnosti jako letecký průzkum.